# MBC 가요베스트 대제전
《MBC 가요베스트 대제전》은 대한민국의 MBC 지역 단위 네트워크 계열국에서 매년 12월에 개최되는 연말 특집 가요 프로그램이다.

## 역대 대상 수상자
| 연도   | 수상자 / 곡목              |
| ------ | -------------------------- |
| 2014년 | 조항조 - 사랑찾아 인생찾아 |
| 2015년 | 오승근 - 내 나이가 어때서  |
| 2016년 | 현숙 - 인생팁              |
| 2018년 | 박상철 - 항구의 남자       |

## 같이 보기
- 《KBS 트로트대축제》
- 《MBC 가요대제전》
- 《SBS 트롯대전》
- 《MBC 가요베스트》